# Latifa bint Mohammed bin Rashid Al Maktum
Latifa bint Mohammed bin Rashid Āl Maktūm (Dubai, 5 dicembre 1985) è una principessa emiratina.

## Biografia
È figlia dell'emiro di Dubai, attuale primo ministro e vicepresidente degli Emirati Arabi Uniti Mohammed bin Rashid Al Maktum e dell'algerina Houria Ahmed L-Ma'ache, ha due sorellastre con lo stesso nome, una più grande e una più piccola di lei, inoltre ha una fratello e due sorelle Sceicca Maitha (1980), Sceicca Shamsa (1981) e Sceicco Majid (1987).
In un video, la principessa Latifa ha spiegato che lei e suo fratello Sceicco Majid hanno trascorso la loro prima infanzia sotto la cura della loro zia paterna. La sua prima educazione è stata alla  Dubai English Speaking School e poi alla  International School of Choueifat e poi ha studiato un anno alla Latifa School for Girls. Sceicca Latifa è anche una paracadutista esperta e ha avuto come istruttrice la paracadutista italiana Stefania Martinengo ed è diventata anch'essa istruttrice.

### La scomparsa
Prima della scomparsa aveva fatto un video in cui affermava di essere stata vittima di abusi e accusava il padre di essere pronto ad ucciderla per salvare la sua reputazione; ha raccontato anche della fallita fuga della sorella Shamsa nel Regno Unito che è stata riportata a forza a Dubai nel 2000 e del suo precedente tentativo di fuga del 2002 quando fu catturata, imprigionata e torturata.
Il 24 febbraio 2018 la principessa aveva lasciato l'Oman con la sua amica finlandese Tiina Jauhiainen con delle moto d'acqua ed entrambe erano andate con l'ex agente segreto francese Hervé Jaubert all'equipaggio del suo yacht 'Nostromo' che è stata segnalata l'ultima volta in India a 50 miglia dalle coste di Goa; poi è stata segnalata il 20 marzo in partenza dal Porto di Fujairah e ha raggiunto Galle in Sri Lanka il 2 aprile con l'ex agente segreto e tre filippini.
Il 3 aprile 2018 tre navi indiane, due navi emirate e due elicotteri avrebbero abbordato il yacht 'Nostromo' catturando la principessa.
Human Rights Watch il 5 maggio ha denunciato ufficialmente la scomparsa e ha chiesto all'emiro di rivelare dove si trova la figlia: sembra infatti un caso di sparizione forzata, in quanto la principessa pensava di fuggire fino in India e poi prendere un volo per gli Stati Uniti dove aveva chiesto asilo politico.
La versione del governo emiratino, invece, è che la principessa sarebbe stata vittima di un tentato rapimento e che dalla sua liberazione vivrebbe “nella privacy e nella pace”: la visitatrice straniera Mary Robinson l'avrebbe incontrata alla vigilia di Natale 2018 e le sarebbe stato detto che la principessa è sotto assistenza psichiatrica.

## Ascendenza
|                                        |   |                                      | Genitori                             |  |  | Nonni |  |  | Bisnonni                           |  |  | Trisnonni                           |  |
|                                        |   |                                      |                                      |  |  |       |  |  | Sceicco Sa'id bin Maktum Al Maktum |  |  | Sceicco Maktum bin Hasher Al Maktum |  |
|                                        |   |                                      |                                      |  |  |       |  |  | Sceicco Sa'id bin Maktum Al Maktum |  |  | Sceicco Maktum bin Hasher Al Maktum |  |
|                                        |   | …                                    |                                      |  |  |       |  |  | Sceicco Sa'id bin Maktum Al Maktum |  |  |                                     |  |
| Sceicco Rashid bin Sa'id Al Maktum     |   |                                      |                                      |  |  |       |  |  | Sceicco Sa'id bin Maktum Al Maktum |  |  |                                     |  |
|                                        |   | Sceicca Hessa bint Al Murr           | Sceicco Al Murr                      |  |  |       |  |  |                                    |  |  |                                     |  |
|                                        |   | Sceicca Hessa bint Al Murr           | Sceicco Al Murr                      |  |  |       |  |  |                                    |  |  |                                     |  |
|                                        |   | Sceicca Hessa bint Al Murr           | …                                    |  |  |       |  |  |                                    |  |  |                                     |  |
| Sceicco Mohammed bin Rashid Al Maktum  |   | Sceicca Hessa bint Al Murr           |                                      |  |  |       |  |  |                                    |  |  |                                     |  |
|                                        |   | Sceicco Hamdan bin Zayed Al Nahayan  | Sceicco Zayed bin Khalifa Al Nahayan |  |  |       |  |  |                                    |  |  |                                     |  |
|                                        |   | Sceicco Hamdan bin Zayed Al Nahayan  | Sceicco Zayed bin Khalifa Al Nahayan |  |  |       |  |  |                                    |  |  |                                     |  |
|                                        |   | Sceicco Hamdan bin Zayed Al Nahayan  | …                                    |  |  |       |  |  |                                    |  |  |                                     |  |
| Sceicca Latifa bint Hamdan Al Nahayan  |   | Sceicco Hamdan bin Zayed Al Nahayan  |                                      |  |  |       |  |  |                                    |  |  |                                     |  |
|                                        |   | Sceicca Shamsa bint Obaid bin Mejren | Sceicco Obaid bin Mejren             |  |  |       |  |  |                                    |  |  |                                     |  |
|                                        |   | Sceicca Shamsa bint Obaid bin Mejren | Sceicco Obaid bin Mejren             |  |  |       |  |  |                                    |  |  |                                     |  |
|                                        |   | Sceicca Shamsa bint Obaid bin Mejren | …                                    |  |  |       |  |  |                                    |  |  |                                     |  |
| Sceicca Latifa bint Mohammed Al Maktum |   | Sceicca Shamsa bint Obaid bin Mejren |                                      |  |  |       |  |  |                                    |  |  |                                     |  |
|                                        | … | …                                    |                                      |  |  |       |  |  |                                    |  |  |                                     |  |
|                                        | … | …                                    |                                      |  |  |       |  |  |                                    |  |  |                                     |  |
|                                        | … | …                                    |                                      |  |  |       |  |  |                                    |  |  |                                     |  |
| Sceicco Ahmed Lamara                   | … |                                      |                                      |  |  |       |  |  |                                    |  |  |                                     |  |
|                                        |   | …                                    | …                                    |  |  |       |  |  |                                    |  |  |                                     |  |
|                                        |   | …                                    | …                                    |  |  |       |  |  |                                    |  |  |                                     |  |
|                                        |   | …                                    | …                                    |  |  |       |  |  |                                    |  |  |                                     |  |
| Sceicca Houria bint Ahmed Lamara       |   | …                                    |                                      |  |  |       |  |  |                                    |  |  |                                     |  |
|                                        |   | …                                    | …                                    |  |  |       |  |  |                                    |  |  |                                     |  |
|                                        |   | …                                    | …                                    |  |  |       |  |  |                                    |  |  |                                     |  |
|                                        |   | …                                    | …                                    |  |  |       |  |  |                                    |  |  |                                     |  |
| …                                      |   | …                                    |                                      |  |  |       |  |  |                                    |  |  |                                     |  |
|                                        |   | …                                    | …                                    |  |  |       |  |  |                                    |  |  |                                     |  |
|                                        |   | …                                    | …                                    |  |  |       |  |  |                                    |  |  |                                     |  |
|                                        |   | …                                    | …                                    |  |  |       |  |  |                                    |  |  |                                     |  |
|                                        |   | …                                    |                                      |  |  |       |  |  |                                    |  |  |                                     |  |